# Mariana de Jesús de Paredes y Flores

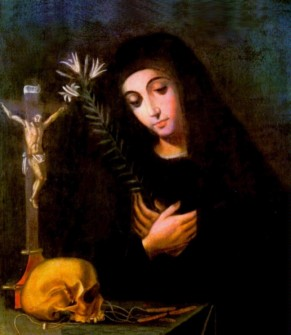
Hl. Maria Anna von Jesus de Paredes

Maria Anna von Jesus de Paredes (spanisch Mariana de Jesús de Paredes y Flores, * 31. Oktober 1618 in Quito; † 26. Mai 1645 ebenda) war Mitglied im Dritten Orden des heiligen Franz von Assisi und Mystikerin. Sie wird in der katholischen Kirche als Heilige verehrt.

## Leben
Maria Anna von Jesus stammte von vornehmen spanischen Eroberern ab, verlor sehr jung ihre Eltern und wurde von ihrer verheirateten Schwester erzogen. Beim Empfang der ersten heiligen Kommunion im Alter von sieben Jahren legte sie das Gelübde ewiger Jungfräulichkeit ab. Sie führte im Haus ihrer Schwester ein eremitisches, ausschließlich dem Gebet gewidmetes Leben und ging fast nur zum Empfang der Sakramente aus dem Haus. Mit 14 Jahren gelobte sie ein Leben nach den evangelischen Räten und wurde am 6. November 1639 in den Dritten Orden der Franziskaner aufgenommen. Die Heilige wurde wegen ihrer mystischen Erfahrungen und Prophezeiungen bekannt. Sie besaß auch die Gabe der Unterscheidung der Geister.
Maria Anna von Jesus starb am 26. Mai 1645, nachdem sie sich Gott als Sühneopfer für die Errettung der Stadt Quito vor der Pest angeboten hatte. Ihre sterblichen Überreste wurden in der Jesuitenkirche des hl. Ludwig zu Quito beigesetzt.

## Seligsprechung und Heiligsprechung
Am 20. November 1853 wurde sie durch Papst Pius IX. selig- und am 9. Juli 1950 durch Papst Pius XII. heiliggesprochen. Maria Anna von Jesus ist die erste Heilige der franziskanischen Familie in Lateinamerika. Am 30. November 1945 wurde sie vom Parlament zur Heldin des Vaterlandes erklärt. Ihr Gedenktag ist der 26. Mai. Sie ist Schutzpatronin von Ecuador.